# Christoph Ferdinand Rudolf von Kittlitz und Ottendorf
Christoph Ferdinand Rudolf Freiherr von Kittlitz und Ottendorf (geb. 1. Juni 1751 in Halbau (Schlesien); gest. 24. Mai 1822 in Liegnitz) war ein preußischer Kriegs- und Domänenrat und Landrat des Landkreises Liegnitz.

## Leben

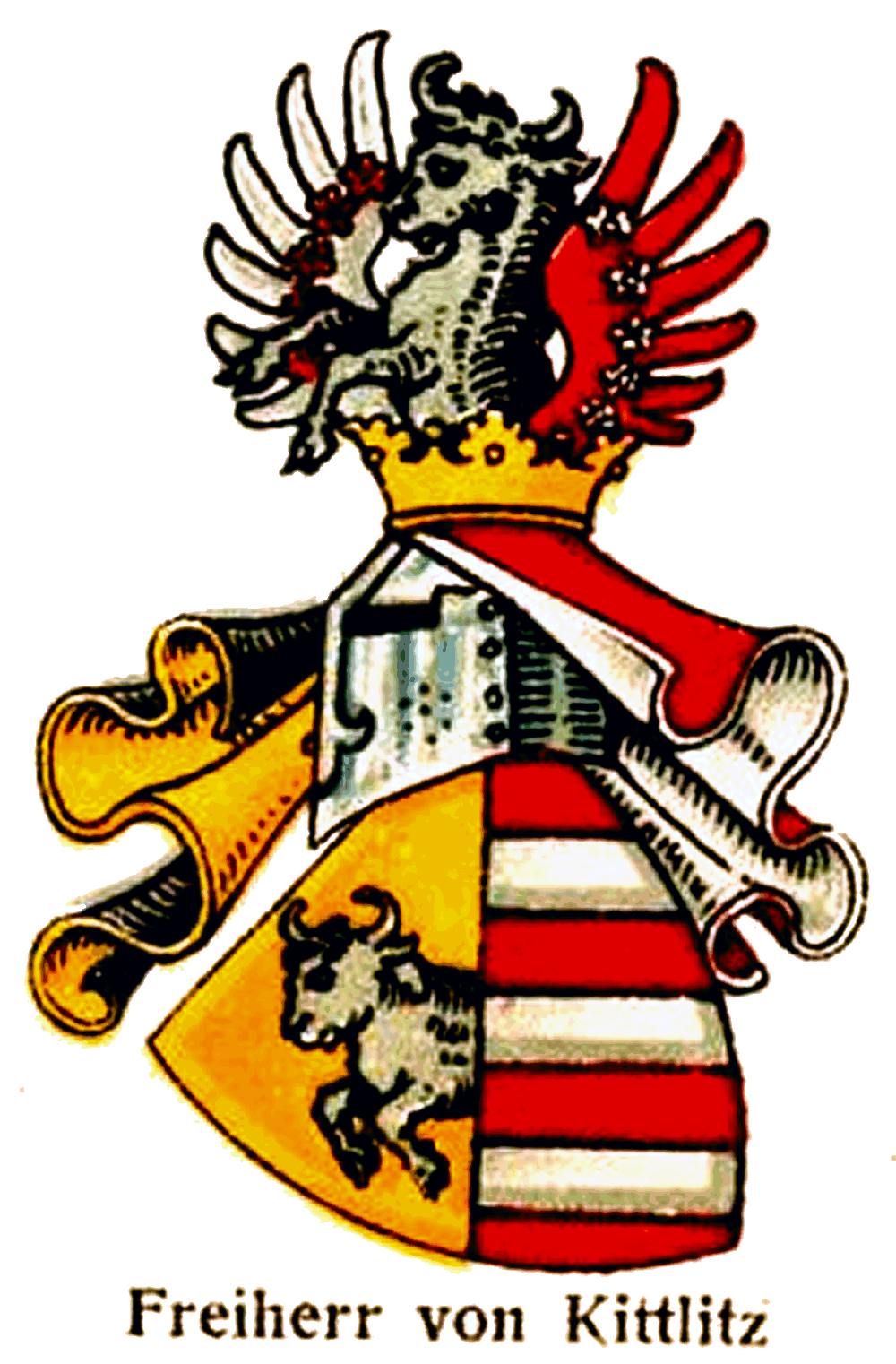
Wappen derer von Kittlitz im gotischen Stil

Christoph Ferdinand Rudolf von Kittlitz und Ottendorf war Angehöriger aus dem alten, ursprünglich in der Oberlausitz ansässigen Adelsgeschlecht Kittlitz. Er war ein Sohn von Johann Ernst Freiherr von Kittlitz und Ottendorf (1723–1787), Gutsbesitzer und Ratssenior der Stadt Sprottau und dessen Ehefrau Elisabeth Christiane (1726–1789), geb. von Unruh. Am 12. November 1770 immatrikulierte er sich an der Universität Frankfurt/Oder. Im Juli 1773 wurde er zunächst Assistent in der Rechnungskontrolle der Breslauer Kammer und nachfolgend im Mai 1774 Referendar bei der Kriegs- und Domänenkammer zu Breslau. Am 25. November 1781 erhielt er seine Beförderung zum Kriegs- und Domänenrat und wechselte später in dieser Funktion nach Glogau. Am 31. Dezember 1794 übernahm er noch zusätzlich das Amt als Landrat im Landkreis Liegnitz, für den auf seinen Wunsch hin ausgeschiedenen Maximilian Friedrich von Gaffron und Oberstradam. Das Amt als Breslauer Kriegs- und Domänenrat gab er im Frühjahr 1795 auf, Landrat in Liegnitz blieb er noch bis 1817.

## Persönliches
Um das Jahr 1806 übernahm er die Funktion als Senior der Familie. 1822 starb er als Erbherr auf Ottendorf, Steinkirch und Klein Tinz (Landkreis Liegnitz).

## Familie
Christoph Ferdinand Rudolf von Kittlitz und Ottendorf war seit dem 28. Dezember 1786 mit Sophie Wilhelmine Dorothea († 1801), Tochter des Carl Jaroslaw Paczensky von Tenczin aus dem Hause Schleibitz, verheiratet. Der Sohn aus dieser Ehe Friedrich (* 24. September 1788; † 29. September 1849) war königlich preußischer Oberst und seit 5. Juni 1816 mit Karolina Erdmuthe Buchwald († 21. September 1862) verheiratet. Ein älterer Bruder Friedrich August (* 7. August 1769 in Sprottau; † 9. März 1825 in Kirschberg) wurde preußischer Obristleutnant.